# Mimomyagrus pfanneri
Mimomyagrus pfanneri là một loài bọ cánh cứng trong họ Cerambycidae.